# Ceres Park
Le Ceres Park aussi connu sous le nom de Aarhus Idrætspark est un stade de football situé à Aarhus, au Danemark. Ce stade est celui du club de football de l'AGF Århus.

## Histoire
Le Ceres Park est construit en 1920 et connaît deux rénovations, l'une en 1993 et l'autre en 2001.

## Ceres Park
Le Ceres Park est le stade du club de l'AGF Århus.
Le 27 mai 2006, l'Équipe du Danemark de football a joué un match amical contre le Paraguay. Ce fut le premier match national à ne pas avoir lieu au Parken Stadium à Copenhague depuis 1992.
L'enceinte a accueilli des concerts de nombreux artistes comme Cliff Richard, Elton John, AC/DC, Depeche Mode, The Eagles et George Michael.

## Ceres Arena
Le Ceres Arena est utilisé pour le handball.